# Kirche der Überführung der Reliquien des Hl. Großmärtyrers Georg (Manđelos)

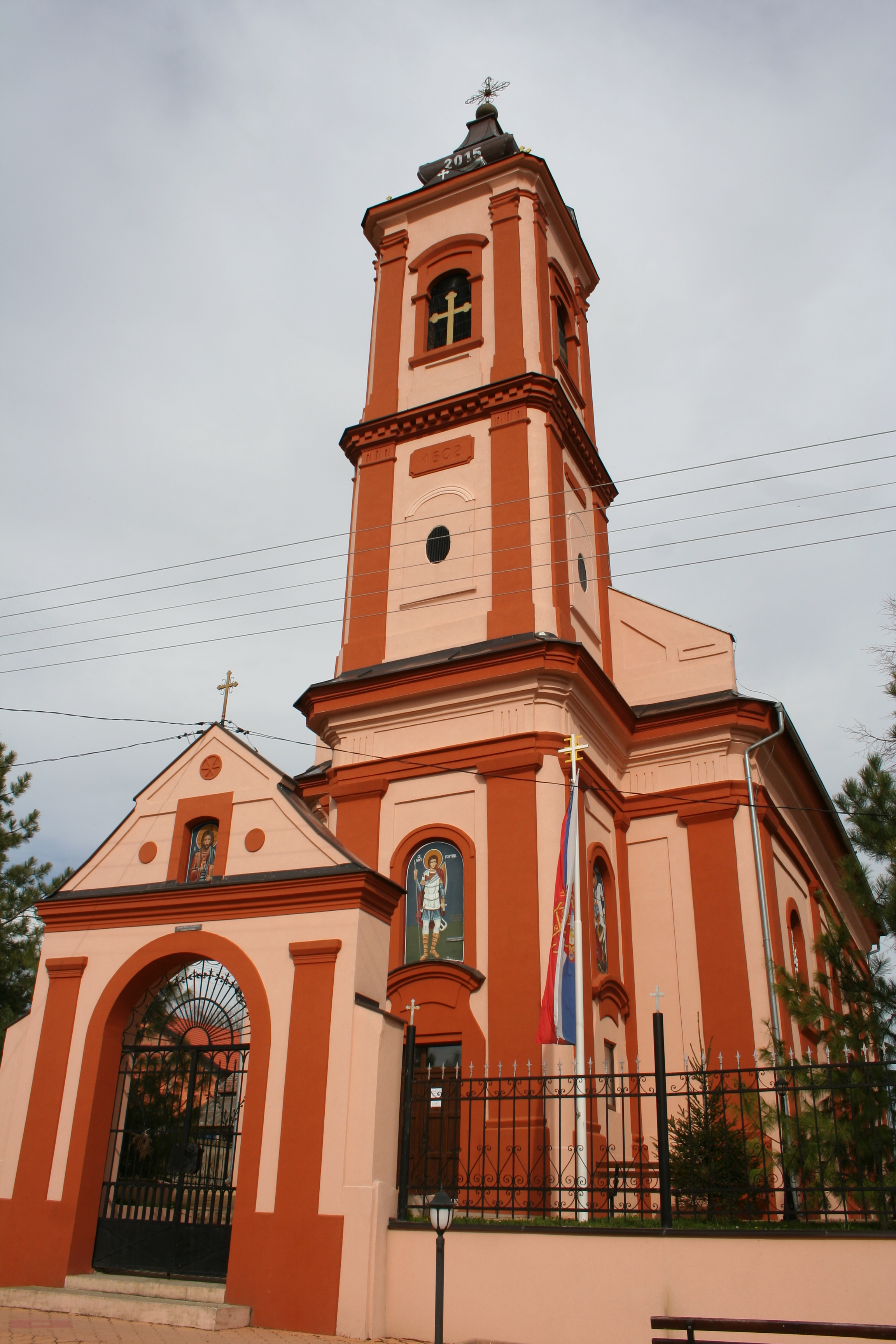
Westfassade der Kirche Hl. Georg in Manđelos

Die Kirche der Überführung der Reliquien des Hl. Großmärtyrers Georg (serbisch: Црква  преноса моштију Светог великомученика Георгија, Crkva prenosa moštiju Svetog velikomučenika Georgija) in Manđelos, einem Dorf in der Opština Sremska Mitrovica, ist eine serbisch-orthodoxe Kirche in der nordserbischen autonomen Provinz Vojvodina.
Das von 1798 bis 1802 erbaute Kirchengebäude ist der Überführung der Reliquien des Hl. Großmärtyrers Georg geweiht und ist die Pfarrkirche der Pfarrei Manđelos im Dekanat Sremska Mitrovica der Eparchie Srem der Serbisch-Orthodoxen Kirche. Dieser im November begangene Feiertag erinnert an die Überführung der Reliquien des Hl. Georg und die Restaurierung seiner Kirche, in der sein Leichnam beigesetzt wurde. 
Als unbewegliches Kulturgut besitzt die Kirche den Status eines Kulturdenkmals von großer Bedeutung und steht unter staatlichem Schutz.

## Lage
Das Dorf Manđelos liegt etwa 12 km nördlich der Gemeindehauptstadt Sremska Mitrovica, an den südlichen Hängen der Fruška Gora. Am nordöstlichen Dorfrand steht das jüngste serbisch-orthodoxe Kloster der Fruška Gora, das Kloster Vranjaš, dass dem Hl. Vasilije Ostroški dem Wundertäter geweiht ist.
Die Kirche steht im westlichen Dorfzentrum bei der Kreuzung der zwei Straßen Pinkijeva ulica und (Ulica) Ćukovac. Die genaue Adresse der Kirche lautet Pinkijeva ulica Nr. 24. In naher Nachbarschaft zur Kirche stehen die Dorfgrundschule, die Dorfpost, die Apotheke, die Dorfambulanz und der große Dorf-Park mit den Denkmälern für die Opfer des Zweiten Weltkriegs und die gefallenen jugoslawischen Partisanen.
Im großen und dekorativ hergerichteten umzäunten und ummauerten Kirchhof mit einem imposanten Eingangsportal an der Westseite, stehen neben der Kirche, ein Kirchbrunnen, ein Fahnenständer, ein Sommerpavillon, Blumenbeete, Sitzbänke und Bäume. 
Vor der dem Eingangsportal ist ein großes umzäuntes orthodoxes Wegekreuz aufgestellt. Das Pfarrhaus mit einem kleinen Kirchenmuseum (in dem sich alte Kirchenbücher, Ikonen und Kreuze befinden) steht unweit der Kirche.

## Geschichte

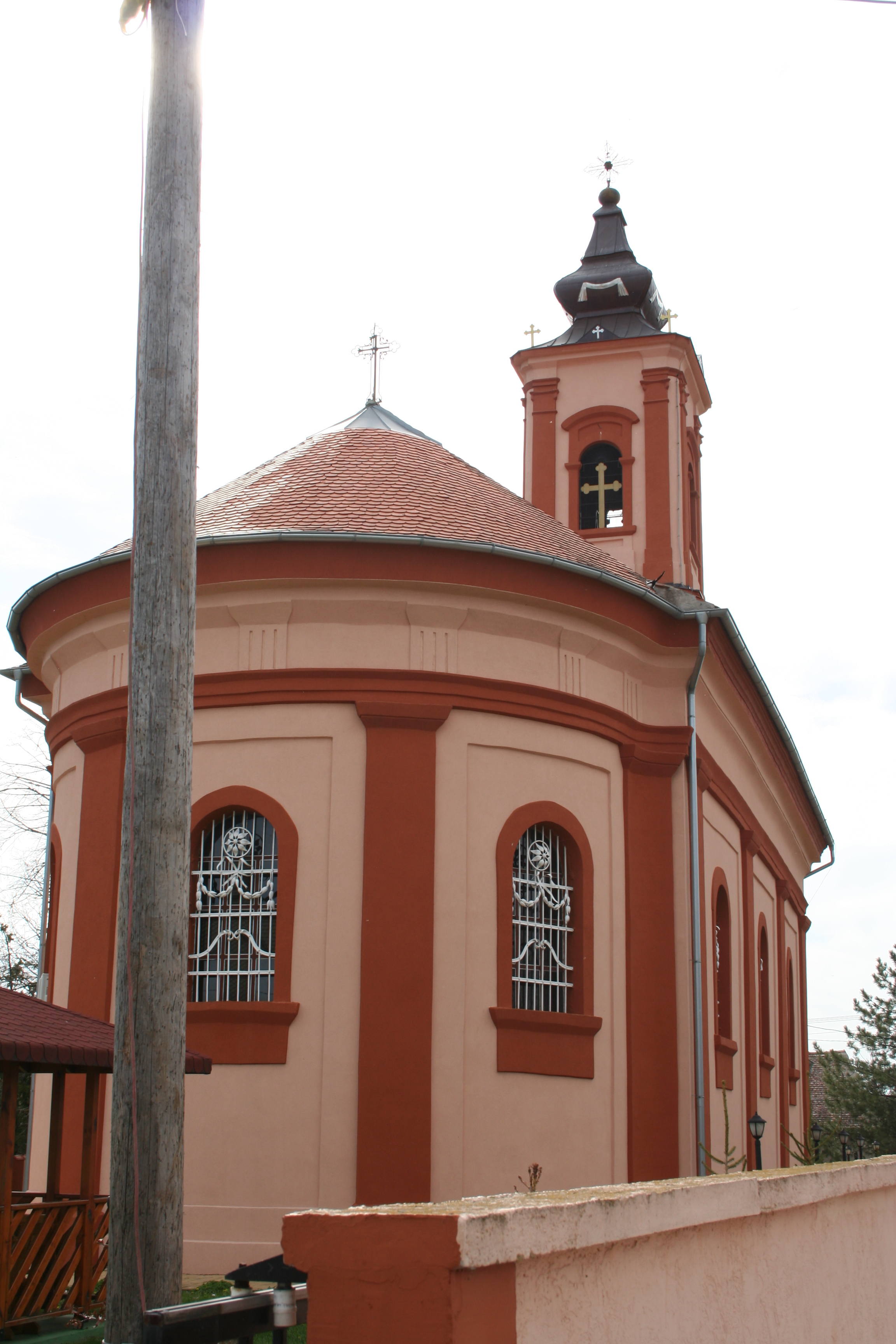
Die Ostseite der Kirche

Vor dem Bau der heutigen Kirche stand an der gleichen Stelle ein älteres Kirchengebäude. Diese Kirche wurde von damals materiell schwächerer gestellten Dorfbewohnern aus Flechtwerk und Holz errichtet. Bald darauf nachdem, gegen Ende des 18. Jahrhunderts wohlhabendere Kaufmannsfamilien in das Dorf gezogen waren, wurde das alte aus schwachen Baumaterialien bestehende Gotteshaus abgerissen. 
Die heutige Kirche wurde von 1798 bis 1802 erbaut. Die Jahreszahl 1802 ist im oberen Teil des Kirchturms eingraviert worden. Das Kirchengebäude wurde im selben Jahr eingeweiht. Zu der Zeit standen im Ort 70 Häuser. 
Die hohe reich verzierte Ikonostase aus Lindenholz mit klassizistischen Formen wurde 1816 vom bekannten Holzschnitzmeister, Marko Konstantinović, geschnitzt. Er entwarf auch das Chorgestühl und die Throne der Kirche. Die Ikonostase wurde 1816 eingeweiht. Im Laufe der Geschichte wurde die Ikonostase mehrmals restauriert, ist jedoch in ihren originalen Darstellungszustand belassen. Die Ikonostase der Kirche der Überführung der Reliquien des Hl. Nikolaus des Dorfes Bačinci, nahe der Stadt Šid, wurde nach dem Entwurf der Ikonostase der Kirche in Manđelos, ebenfalls von Marko Konstantinović, geschaffen. Im Vergleich zur Ikonostase der hiesigen Kirche ist die Altartrennwand in Bačinci weniger rustikal gestaltet. 
Im Jahr 1825 beauftragte die Kirchengemeinde, den bekannten Maler Georgije Bakalović, die Ikonen der Ikonostase zu malen und zu vergolden. Der Maler Bakalović bemalte und vergoldete auch das Chorgestühl. Die Kirche beherbergt auch mehrere Ikonen des Malers Grigorije Davidović Opšić, der einen der bedeutendsten Vertreter der serbischen Barockmalerei darstellt.
Die ursprünglichen Wandmalereien waren das Werk eines unbekannten Künstlers aus dem 19. Jahrhundert. Im Altar befinden sich die Kompositionen: Christus auf dem Thron und barmherziger Christus; Im Gewölbe über der Soleja ist der Herr Savaot in Herrlichkeit mit den Evangelisten gemalt, und an der Westwand wurde der Schutzpatron der Kirche der Hl. Georg abgebildet.
Ende Mai 1943, zur Zeit des Zweiten Weltkrieges, wurde der hohe Kirchturm von der Wehrmacht in Brand gesteckt, wobei die barocke Kirchturmhaube und die Kirchglocken zerstört wurden. Auch die Kirche erlitt dabei Schäden. Nach dem Kriegsende beim Wiederaufbau des Kirchturmes wurde eine einfachere Kappe auf den Kirchturm gesetzt.
Im Jahr 1980 wurden architektonische und konservatorische Arbeiten am Kirchengebäude durchgeführt. Die Kirche wurde im sozialistischen Jugoslawien am 8. Dezember 1980 zum Kulturdenkmal erklärt. Am 30. Dezember 1991 erfolgte die Kategorisierung der Kirche und das Kirchengebäude wurde zu einem Kulturdenkmal von großer Bedeutung erhoben.
1996 wurde zur Zeit des Pfarrpriesters Dragan Nikolić der Kircheninnenraum erneuert. Das Auffrischen der Freskenmalereien wurde durch den Maler Pantelija Milosavljević aus Tršić ausgeführt. 
2010 wurden Arbeiten am Kirchendach unternommen und die ganze Dachkonstruktion ausgetauscht. Bei diesen Arbeiten entdeckte der Pfarrpriester Miroslav Josimović auf dem Dachboden eine alte Truhe, in der alte Kirchenbücher aufbewahrt wurden, die heute neben alten Ikonen, Kelchen, Kerzenhaltern und Kreuzen, im kleinen Kirchenmuseum ausgestellt werden.
Auf die Initiative des Priesters Miroslav Josimović wurde von 2014 bis 2015, mit Hilfe der lokalen Dorfgemeinschaft, der Stadt Sremska Mirovica und der Dorfbewohner der Kirchenturm mit einer neuen Barockkappe gekrönt, die der ursprünglichen Barockhaube nachempfunden ist, sowie die Außenfassaden der Kirche erneuert, wieder aufgebaut und neu gestrichen. 
Die Außenfassaden der Kirche wurden ebenfalls auf die Idee des Pfarrpriesters in den gleichen Farbtönen gestrichen, wie die Außenfassaden der Kirche Hl. Großmärtyrer Georg im Nachbardorf Ležimir. Dies soll die engen geistlichen Verbindungen und die gute Zusammenarbeit zwischen den zwei Dörfern demonstrieren.
Am 7. Juni 2015 wurde der erneuerte Kirchturm der Kirche vom Bischof der Eparchie Srem, Vasilije, mit der Assistenz von mehreren Geistlichen und dem Dasein von vielen Gläubigen neu eingeweiht. Im Anschluss hielt Bischof Vasilije die hierarchische Liturgie in der Kirche.
Auch am 4. Oktober 2020 hielt Bischof Vasilije die bischöfliche Liturgie in der Kirche und weihte im Anschluss die nach 220 Jahren neu gekauften Kirchglocken ein. Bischof Vasilije überreichte die bischöflichen Dankesbriefe an die Stifter der Kirchglocken, Herrn Kosta Kusić und Herrn Ljubiša Bugarin.

## Architektur
Die Kirche stellt ein typisches Beispiel eines serbisch-orthodoxen Gotteshauses, aus der Zeit als dieses Gebiet dem österreichischen Kaiserreich angehörte, dar.
Das einschiffige Kirchengebäude mit einem rechteckigen Grundriss, ist mit einer halbrunden Altar-Apsis im Osten, einem Satteldach und einem Narthex mitsamt einem an die Westfassade angebauten hohen Kirchturm, den eine mehrgeschoßige Zwiebelturmkappe krönt, im Stil des Barock erbaut worden. Das Kirchenschiff ist mit Rundbögen und einem Tonnengewölbe überwölbt und in Joche unterteilt.
Die Fassaden werden horizontal durch einen Sockel, einen Fries, einen profilierten Kordonkranz und ein geformtes Gesims gegliedert. Die vertikale Gliederung wird durch Pilaster mit Kapitellen erreicht, die rechteckigen Rundbogenfenster sind mit Profilrahmen verziert. Die Fenster des Kirchturms sind auf die gleiche Weise dekoriert und der Kordonkranz zwischen den Stockwerken ist mit einer Reihe von Mutuli verziert.
Der von Pilastern flankierte Haupteingang der Kirche befindet sich an der Westfassade, im Erdgeschoss des Kirchturms. Auch gibt es einen Nebeneingang an der Südseite der Kirche. Auf der Vorderseite des Kirchturms, über dem Haupteingang, befindet sich eine Freske, die die Hl. Georg in stehender Position darstellt. Auf der Südfassade des Kirchturms ist der Hl. Georg auf dem Pferde reitend abgebildet wie er den Drachen tötet. Die Nordfassade des Kirchturms besitzt einen kleinen Anbau. Über dem Südeingang ist die Allerheiligste Gottesmutter Maria dargestellt und im oberen Teil des Eingangsportals Jesus Christus.
Die Kirche besitzt 10 Kirchenkreuze, neun auf dem Kirchturm (davon vier im obersten Fenster-Geschoß, vier am Fuße der Haube und eines auf der Spitze der Kirchkappe) und das zehnte am Ostende des Naos. Auf der Westseite des Kirchturms wurde die Jahreszahl 2015 verewigt. Das Dach ist mit Ziegeln bedeckt.
Das Kircheninnere wird von der prächtigen, reich verzierten, hohen, mehrstöckigen und mehrtürigen Ikonostase mitsamt Ikonen, im Stil des Klassizismus, dominiert. Im Kircheninnenraum befinden sich zudem der Gottesmutter- und Bischofsthron, Kronleuchter, reich dekoriertes Chorgestühl, Wandikonen und Chorständer. Die Kirche verfügt über keinen Chorbalkon im westlichen Kirchenschiff. Die Kirchenwände sind mit steinimitierenden Verkleidungen, Ornamenten und Wandmalereien von Heiligen geschmückt. Das Gewölbe ist mit einem Firmament dekoriert.

## Galerie

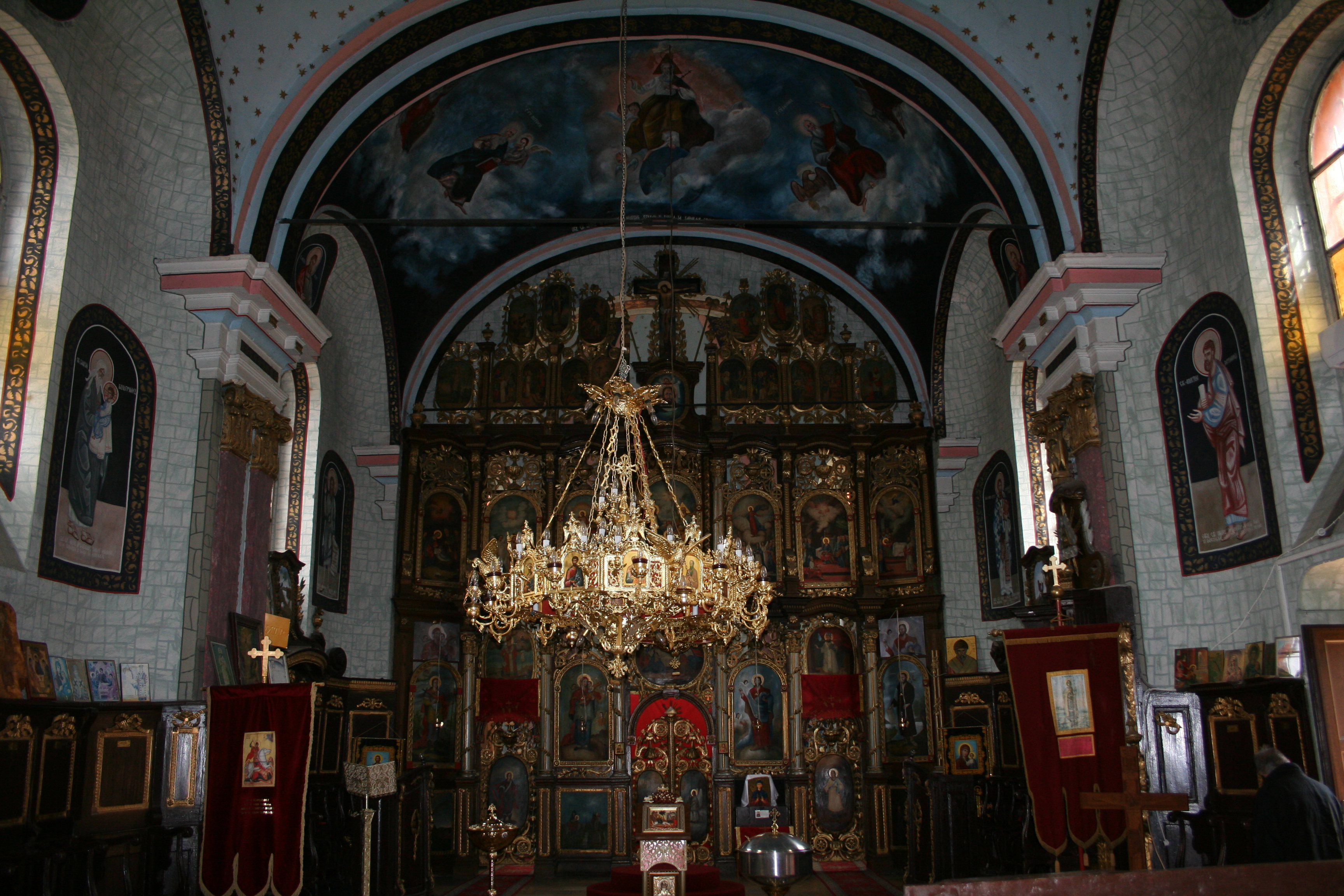
Der Kircheninnenraum mit der Ikonostase
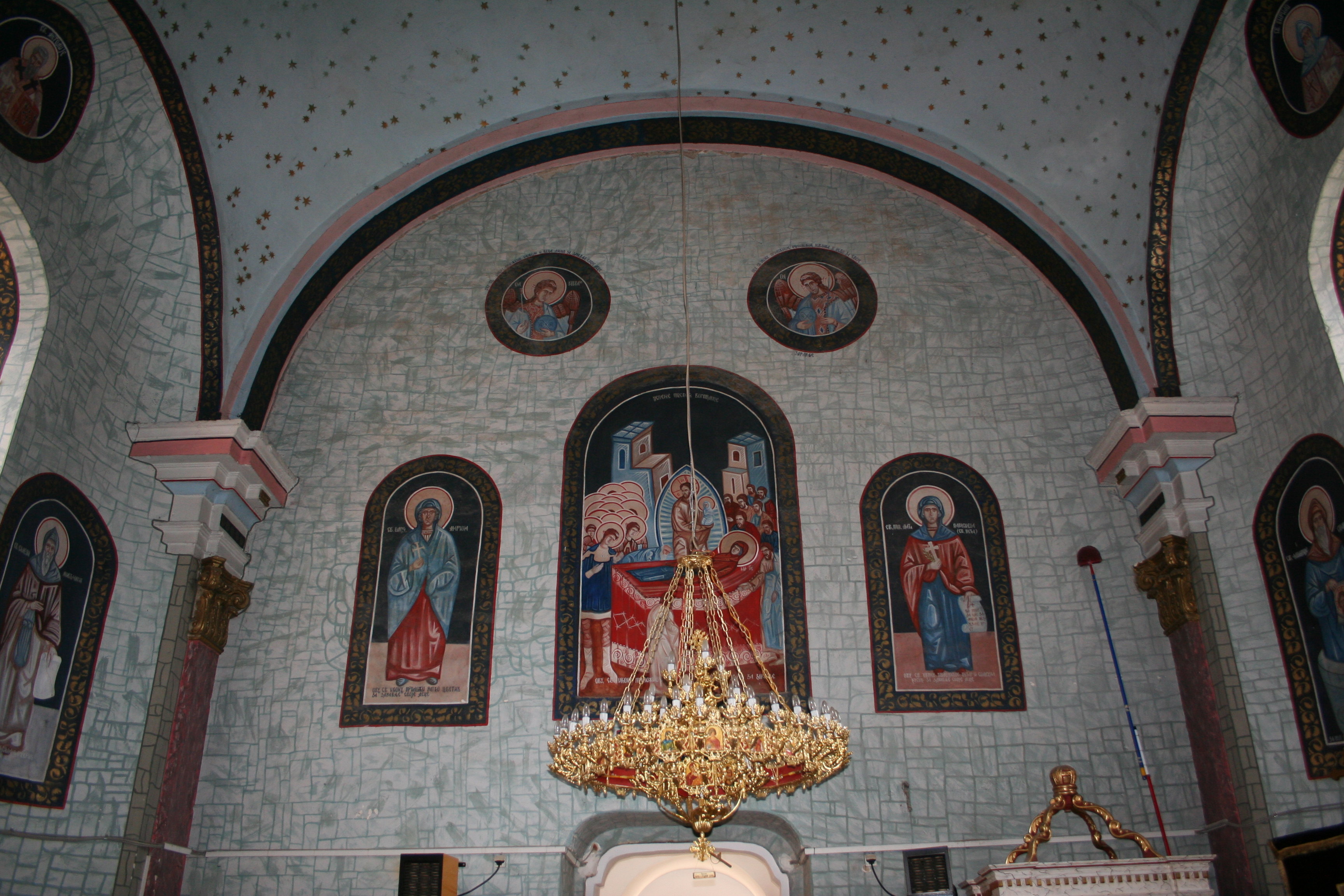
Wandmalereien im westlichen Kirchenschiff
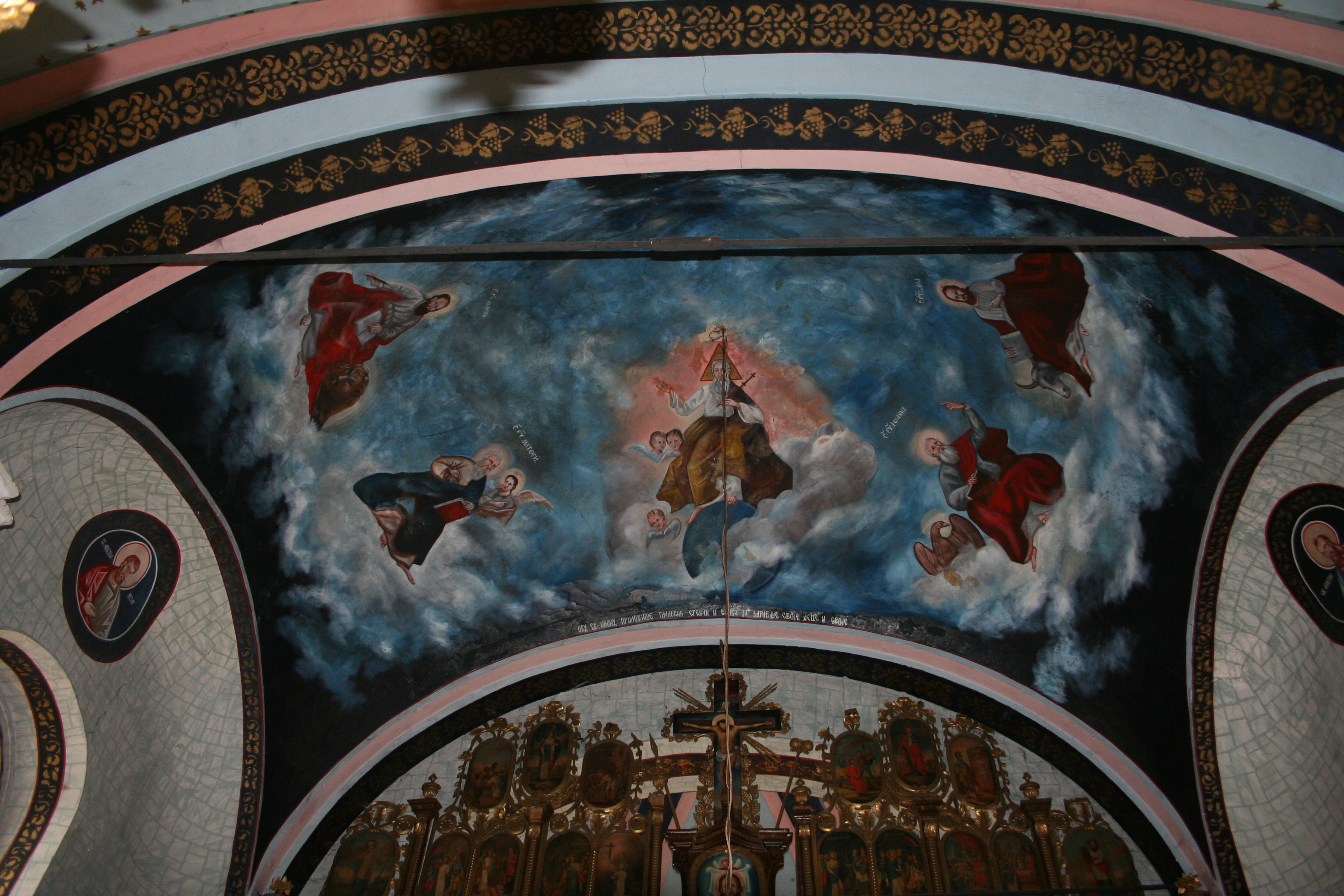
Herr Savaot mit den Evangelisten
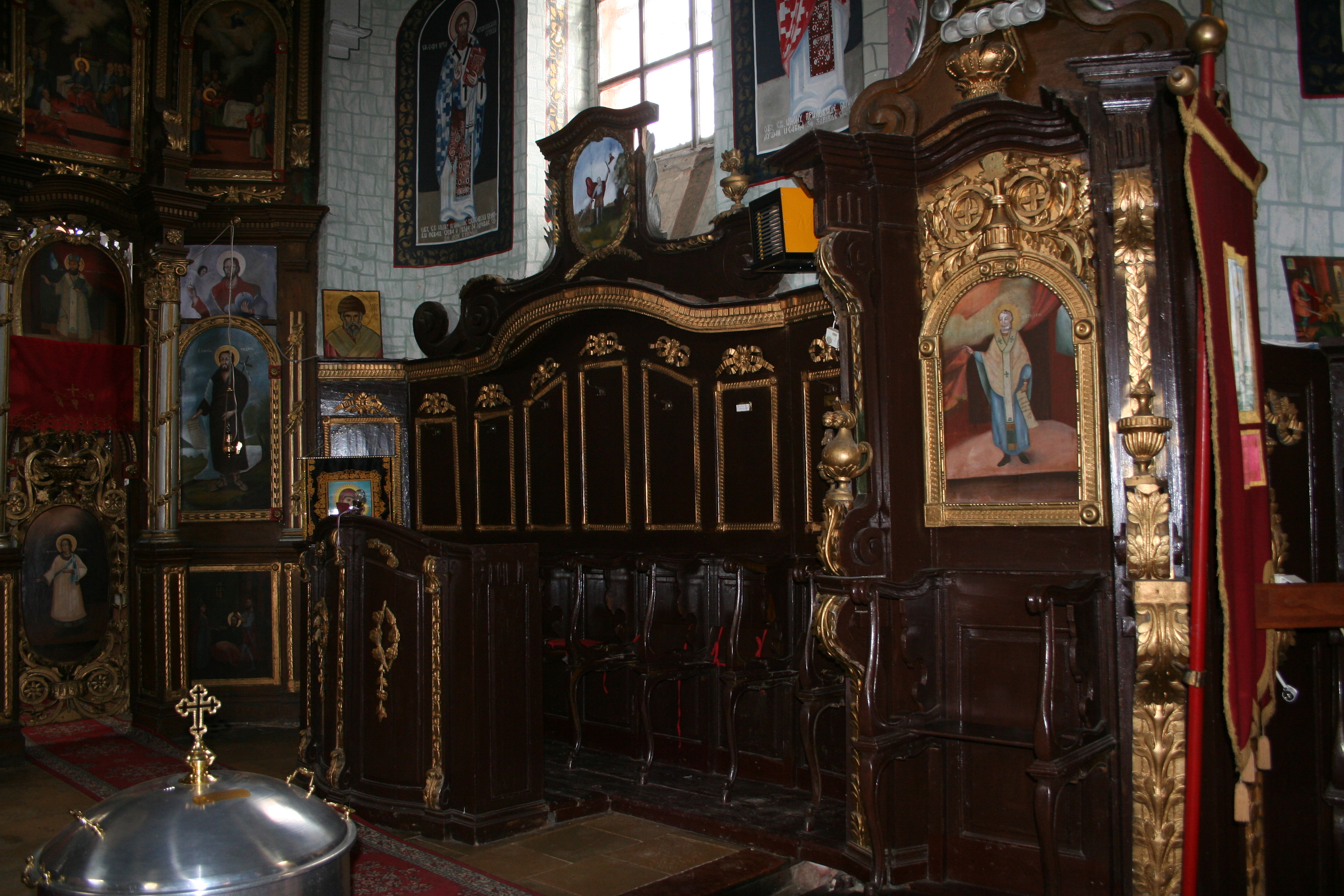
Chorgestühl und Bischofsthron
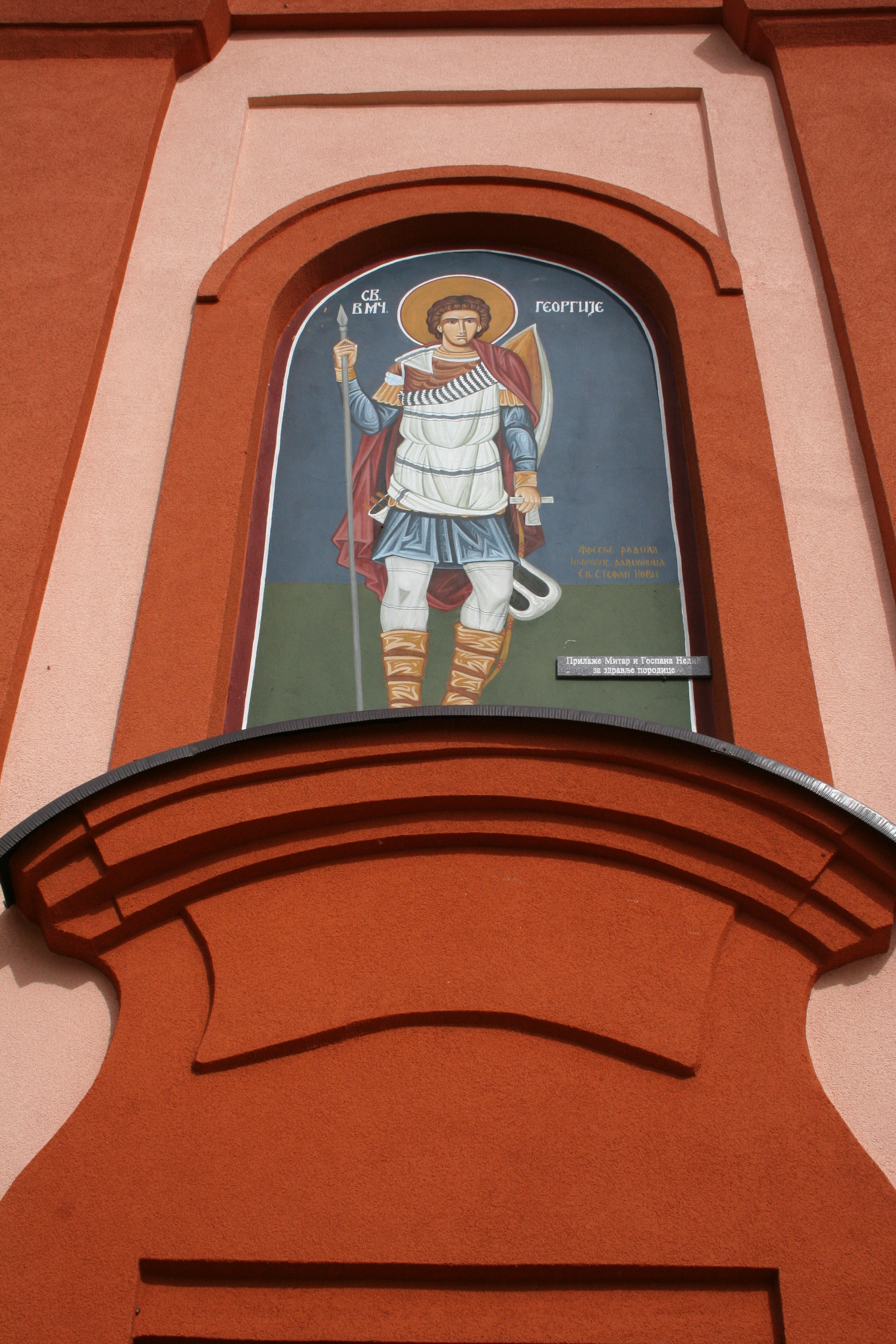
Freske des Hl. Georg über dem Eingang